# Ронні Рокел
Ронні Рокел (англ. Ronny Rockel, нар. 12 липня 1972) — німецький професійний бодібілдер. Має картку професіонала Міжнародної федерації бодібілдингу.

## Біографія

### Ранній період життя
Німецький культурист Ронні Рокель народився 12 липня 1972 року в невеликому містечку Хемніц. Його дитинство пройшло в часи комуністичного режиму, в яких не було місця розвитку такого виду спорту як бодібілдинг. Тому Рокель аж до свого повноліття нічого не чув про нього. Все змінилося в 1989 році, коли впала знаменита Берлінська стіна і жителям ФРН стали доступні всі новини та нововведення навколишнього світу. Разом з ними прийшло і американське кіно, яке і вплинуло на вибір майбутньої кар'єри Рокеля. Подивившись фільм «Конан-варвар», Ронні зрозумів, що хоче виглядати так само, як і Арнольд Шварценеггер. Звичайно, практично всі юнаки його віку хотіли того ж, але у них не було одного важливого якості — завзяття та старанності Ронні.

### Початок кар'єри
Але в здійсненні поставленої мети йому заважало одна обставина — у його рідному місті не було професійних тренажерних залів. Рокель не зневірився і почав самостійно, наскільки це було можливо, осягати всю науку бодібілдингу.
На щастя падіння режиму було супроводжено розвитком підприємництва і незабаром в Хемніці відкривається перший платний тренажерний зал, куди одразу ж записується Ронні. Тут він дізнається всю необхідну інформацію про правильних і послідовних тренуваннях окремих груп м'язів, спортивних дієтах і отримує доступ до журналів про бодібілдинг.
Його перший чемпіонат проходив в Гессе (1994 рік), де Рокель зайняв останнє в своїй ваговій категорії місце. Але розпачу не було місця в серці Ронні. Навпаки, його тренування стали ще більш важкими, а дієти більш строгими. Завдяки цьому, він перемагає в німецькому Нашіоналс 95-го і займає 3-е місце в турнірі Містер Всесвіт. В цей момент він вирішує стати професійним культурістом і зайняти своє місце в світовому культуристичному рейтингу.
Однак не все було так просто. З 1995 по 2002 рік Рокель виступає на різних чемпіонатах з перемінним успіхом. Він активно тренується і присвячує бодібілдингу все свій час, але професійний статус йому ще не доступний. Цей довгоочікуваний момент настав лише в кінці 2002 року, коли Ронні Рокель виграв відкритий чемпіонат Німеччини. Після цієї вагомої перемоги він підписує контракт з фірмою, що займається продажем спортивного харчування і переїжджає до Каліфорнії, де продовжує свої тренування.

### Професіонал
Потрапивши в ряди професійних бодібілдерів, Рокель починає з року в рік покращувати свої результати на різних змаганнях. І, дійсно, з кожним роком місця, зайняті Рокель на турнірах стають все більш високими. Рокель потрапив до шістки призерів на найпрестижніших турнірах Містер Олімпія і Арнольд Класік, двічі виграв професійний турнір Містер Європа Про.
Сьогодні Ронні зі своєю дівчиною живе в німецькому місті Цвікау. Крім занять бодібілдингом, він працює тренером з фітнесу.

## Виступи
- Гран Прі Фітнес Хаус Про — 2 місце (2014)
- Азія Про — 2 місце (2014)
- Нордік Про — 3 місце (2012), 4 місце (2014)
- Сан-Марино Про — 9 місце (2014)
- Прага Про — 7 місце (2012), 10 місце (2014)
- Містер Європа Про — 1 місце (2011, 2010), 6 місце (2013)
- Арнольд Класік Бразилія 2013 9
- Фібо Пауер Про — 2 місце (2011), 5 місце (2013)
- Арнольд Класік — 6 місце (2011, 2010), 13 місце (2013)
- Містер Олімпія — 5 місце (2012), 6 місце (2010), 9 місце (2011)
- Гран Прі Англія — 4 місце (2011), 5 місце (2012)
- Арнольд Класік Європа — 3 місце (2011), 6 місце (2012)
- Нью-Йорк Про — 2 місце (2011)